# UCI Road Women World Cup 2007
De UCI Road Women World Cup 2007, ook bekend als de Wereldbeker wielrennen voor vrouwen 2007, was de tiende editie van deze internationale wielerwedstrijdcyclus voor vrouwen, die werd georganiseerd door de internationale wielerfederatie UCI. De competitie bestond ditmaal uit negen (in plaats van twaalf) wedstrijden, en begon op 3 maart met de wereldbekerwedstrijd in Geelong, Australië. 

## Puntentelling
De nummers één tot en met twintig behaalden punten voor het wereldbekerklassement. In de laatste wedstrijd konden "dubbele" punten worden behaald: 150 voor een overwinning in plaats van 75.
- 1e plaats - 75 pnt
- 2e plaats - 50 pnt
- 3e plaats - 35 pnt
- 4e plaats - 30 pnt
- 5e plaats - 27 pnt

- 6e plaats - 24 pnt
- 7e plaats - 21 pnt
- 8e plaats - 18 pnt
- 9e plaats - 15 pnt
- 10e plaats - 11 pnt

- 11e plaats - 10 pnt
- 12e plaats - 9 pnt
- 13e plaats - 8 pnt
- 14e plaats - 7 pnt
- 15e plaats - 6 pnt

- 16e plaats - 5 pnt
- 17e plaats - 4 pnt
- 18e plaats - 3 pnt
- 19e plaats - 2 pnt
- 20e plaats - 1 pnt

## Overzicht
| №  | Datum | Wedstrijd                                    | Locatie               | Winnares          |
| -- | ----- | -------------------------------------------- | --------------------- | ----------------- |
| #1 | 03/03 | Australia World Cup                          | Geelong, Australië    | Nicole Cooke      |
| #2 | 08/04 | Ronde van Vlaanderen                         | Meerbeke, België      | Nicole Cooke      |
| #3 | 12/04 | Ronde van Drenthe                            | Drenthe, Nederland    | Adrie Visser      |
| #4 | 25/04 | Waalse Pijl                                  | Hoei, België          | Marianne Vos      |
| #5 | 13/05 | Ronde van Bern                               | Bern, Zwitserland     | Edita Pučinskaitė |
| #6 | 02/06 | Coupe du Monde Cycliste Féminine de Montréal | Montreal, Canada      | Fabiana Luperini  |
| #7 | 05/08 | Open de Suède Vårgårda                       | Vårgårda, Zweden      | Chantal Beltman   |
| #8 | 01/09 | GP Ouest France-Plouay                       | Plouay, Frankrijk     | Noemi Cantele     |
| #9 | 16/09 | Rund um die Nürnberger Altstadt              | Neurenberg, Duitsland | Marianne Vos      |

## Eindklassement
| №  | Naam                | Punten | Punten | Punten | Punten | Punten | Punten | Punten | Punten | Punten | Totaal |
| №  | Naam                | #1     | #2     | #3     | #4     | #5     | #6     | #7     | #8     | #9     | Totaal |
| -- | ------------------- | ------ | ------ | ------ | ------ | ------ | ------ | ------ | ------ | ------ | ------ |
|    | Marianne Vos        | -      | 35     | 35     | 75     | 50     | 30     | 11     | 21     | 150    | 407    |
|    | Nicole Cooke        | 75     | 75     | 21     | 50     | 30     | 27     | 9      | 50     | 0      | 337    |
|    | Ina-Yoko Teutenberg | 30     | 0      | 30     | -      | -      | -      | -      | 0      | 100    | 160    |
| 4  | Noemi Cantele       | -      | 0      | 0      | 0      | 0      | -      | 35     | 75     | 42     | 152    |
| 5  | Oenone Wood         | 50     | 0      | -      | 0      | 35     | 24     | 0      | 30     | 0      | 139    |
| 6  | Fabiana Luperini    | -      | 0      | -      | 15     | -      | 75     | 18     | 0      | -      | 108    |
| 7  | Trixi Worrack       | 18     | 30     | 0      | 3      | 0      | 18     | 7      | 10     | 14     | 100    |
| 8  | Rochelle Gilmore    | 0      | -      | 24     | -      | 11     | 0      | -      | 0      | 60     | 95     |
| 9  | Regina Schleicher   | 21     | 0      | 0      | -      | 0      | 0      | -      | 0      | 70     | 91     |
| 10 | Edita Pučinskaitė   | 0      | 0      | 0      | 1      | 75     | -      | -      | 4      | 0      | 80     |